# Shanghai Rolex Masters 2013
Shanghai Rolex Masters 2013 — тенісний турнір, що проходив на кортах з твердим покриттям у місті Шанхай, КНР з 7 жовтня. Належав до категорії ATP World Tour Masters 1000.

## Фінальна частина

### Одиночний розряд
Новак Джокович —  Хуан Мартін дель Потро 6–1, 3–6, 7–6(7–3)

### Парний розряд
Іван Додіг /  Марсело Мело —  Давід Марреро /  Фернандо Вердаско 7–6(7–2), 6–7(6–8), [10–2]